# Atletik under sommer-OL 2020 - 110 meter hækkeløb (herrer)
Mændenes 110 meter hækkeløb ved sommer-OL 2020 i Tokyo afholdes på Japan National Stadium den 3., 4. og 5. august 2021.

## Resultater

### Indledende heats

#### Heat 1
| Placering | Bane | Navn                 | Land           | Tid            | Kommentar |
| --------- | ---- | -------------------- | -------------- | -------------- | --------- |
| 1         | 4    | Ronald Levy          | Jamaica        | 13,17          | Q         |
| 2         | 6    | Jason Joseph         | Schweiz        | 13,31          | Q, SB     |
| 3         | 9    | Valdó Szűcs          | Ungarn         | 13,50 (13,496) | Q         |
| 4         | 2    | Andrew Pozzi         | Storbritannien | 13,50 (13,500) | Q         |
| 5         | 5    | Gabriel Constantino  | Brasilien      | 13,55          | q         |
| 6         | 8    | Michael Obasuyi      | Belgien        | 13,65          |           |
| 7         | 7    | Louis François Mendy | Senegal        | 13,84          | SB        |
|           | 3    | Wilhem Belocian      | Frankrig       | DQ             |           |

#### Heat 2
| Placering | Bane | Navn               | Land         | Tid   | Kommentar |
| --------- | ---- | ------------------ | ------------ | ----- | --------- |
| 1         | 7    | Asier Martínez     | Spanien      | 13,32 | Q         |
| 2         | 5    | Daniel Roberts     | USA          | 13,41 | Q         |
| 3         | 8    | Damion Thomas      | Jamaica      | 13,54 | Q         |
| 4         | 2    | Milan Trajkovic    | Cypern       | 13,59 | Q, SB     |
| 5         | 9    | Vitalij Parakhonka | Hviderusland | 13,61 |           |
| 6         | 4    | Shane Brathwaite   | Barbados     | 13,64 |           |
| 7         | 3    | Yaqoub Al-Youha    | Kuwait       | 13,69 | SB        |
| 8         | 6    | Hassane Fofana     | Italien      | 13,70 |           |

#### Heat 3
| Placering | Bane | Navn                 | Land                      | Tid   | Kommentar |
| --------- | ---- | -------------------- | ------------------------- | ----- | --------- |
| 1         | 9    | Grant Holloway       | USA                       | 13,02 | Q         |
| 2         | 7    | Hansle Parchment     | Jamaica                   | 13,23 | Q         |
| 3         | 3    | Nicholas Hough       | Australien                | 13,57 | Q         |
| 4         | 5    | Damian Czykier       | Polen                     | 13,61 | Q         |
| 5         | 4    | Gregor Traber        | Tyskland                  | 13,65 |           |
| 6         | 2    | Shunya Takayama      | Japan                     | 13,98 |           |
| 7         | 1    | Jérémie Lararaudeuse | Mauritius                 | 14,03 | PB        |
| 8         | 8    | Fadane Hamadi        | Comorerne                 | 14,99 |           |
|           | 6    | Sergej Sjubenkov     | Ruslands Olympiske Komité | DNS   |           |

#### Heat 4
| Placering | Bane | Navn                    | Land                  | Tid   | Kommentar |
| --------- | ---- | ----------------------- | --------------------- | ----- | --------- |
| 1         | 8    | Aurel Manga             | Frankrig              | 13,24 | Q, PB     |
| 2         | 6    | Shunsuke Izumiya        | Japan                 | 13,28 | Q         |
| 3         | 4    | Rafael Henrique Pereira | Brasilien             | 13,46 | Q         |
| 4         | 2    | Xie Wenjun              | Kina                  | 13,51 | Q         |
| 5         | 3    | Chen Kuei-ru            | Kinesisk Taipei       | 13,53 | q, SB     |
| 6         | 1    | David King              | Storbritannien        | 13,55 | q         |
| 7         | 9    | Eddie Lovett            | Amerikanske Jomfruøer | 14,17 | SB        |
| 8         | 7    | Chan Chung Wang         | Hongkong              | 14,23 |           |
|           | 5    | Orlando Ortega          | Spanien               | DNS   |           |

#### Heat 5
| Placering | Bane | Navn                    | Land       | Tid   | Kommentar |
| --------- | ---- | ----------------------- | ---------- | ----- | --------- |
| 1         | 5    | Devon Allen             | USA        | 13,21 | Q         |
| 2         | 3    | Pascal Martinot-Lagarde | Frankrig   | 13,37 | Q, SB     |
| 3         | 7    | Taio Kanai              | Japan      | 13,41 | Q         |
| 4         | 8    | Paolo Dal Molin         | Italien    | 13,44 | Q         |
| 5         | 6    | Elmo Lakka              | Finland    | 13,48 | q         |
| 6         | 4    | Antonio Alkana          | Sydafrika  | 13,55 | SB        |
| 7         | 2    | Konstantinos Douvalidis | Grækenland | 13,63 | SB        |
| 8         | 9    | Eduardo de Deus         | Brasilien  | 13,78 |           |

### Semifinaler
Kvalifikationsregler: De to første i hvert heat (Q) og de to hurtigste ellers (q) kvalificerede sig til finalen.

#### Semifinale 1
| Placering | Bane | Navn                    | Land           | Reaktion | Tid   | Kommentar |
| --------- | ---- | ----------------------- | -------------- | -------- | ----- | --------- |
| 1         | 7    | Ronald Levy             | Jamaica        | 0,154    | 13,23 | Q         |
| 2         | 4    | Pascal Martinot-Lagarde | Frankrig       | 0,155    | 13,25 | Q, SB     |
| 3         | 6    | Asier Martínez          | Spanien        | 0,150    | 13,27 | q         |
| 4         | 8    | Andrew Pozzi            | Storbritannien | 0,148    | 13,32 | q         |
| 5         | 5    | Daniel Roberts          | USA            | 0,195    | 13,33 |           |
| 6         | 2    | Damian Czykier          | Polen          | 0,152    | 13,63 |           |
| 7         | 9    | Nicholas Hough          | Australien     | 0,163    | 13,88 |           |
| 8         | 3    | Gabriel Constantino     | Brasilien      | 0,159    | 13,89 |           |

#### Semifinale 2
| Placering | Bane | Navn            | Land            | Reaktion | Tid   | Kommentar |
| --------- | ---- | --------------- | --------------- | -------- | ----- | --------- |
| 1         | 5    | Devon Allen     | USA             | 0,121    | 13,18 | Q         |
| 2         | 6    | Aurel Manga     | Frankrig        | 0,151    | 13,24 | Q, =PB    |
| 3         | 8    | Damion Thomas   | Jamaica         | 0,135    | 13,39 |           |
| 4         | 9    | Paolo Dal Molin | Italien         | 0,133    | 13,40 |           |
| 5         | 4    | Jason Joseph    | Schweiz         | 0,135    | 13,46 |           |
| 6         | 2    | Chen Kuei-ru    | Kinesisk Taipei | 0,146    | 13,57 |           |
| 7         | 3    | Elmo Lakka      | Finland         | 0,139    | 13,67 |           |
| 8         | 7    | Taio Kanai      | Japan           | 0,127    | 26,11 |           |

#### Semifinale 3
| Placering | Bane | Navn                    | Land           | Reaktion | Tid   | Kommentar |
| --------- | ---- | ----------------------- | -------------- | -------- | ----- | --------- |
| 1         | 4    | Grant Holloway          | USA            | 0,130    | 13,13 | Q         |
| 2         | 6    | Hansle Parchment        | Jamaica        | 0,145    | 13,23 | Q, =PB    |
| 3         | 7    | Shunsuke Izumiya        | Japan          | 0,141    | 13,35 |           |
| 4         | 9    | Valdó Szűcs             | Ungarn         | 0,140    | 13,40 |           |
| 5         | 8    | Xie Wenjun              | Kina           | 0,154    | 13,58 |           |
| 6         | 5    | Rafael Henrique Pereira | Brasilien      | 0,154    | 13,62 |           |
| 7         | 2    | David King              | Storbritannien | 0,141    | 13,67 |           |
| 8         | 3    | Milan Trajkovic         | Cypern         | 0,147    | 14,01 |           |

### Finale
Resultatene var som følger:
| Placering                        | Bane | Udøvere                 | Nation         | Reaktion       | Tid   | Kommentarer |
| -------------------------------- | ---- | ----------------------- | -------------- | -------------- | ----- | ----------- |
| 1                                | 7    | Hansle Parchment        | Jamaica        | 0,130          | 13,04 | SB          |
| 2. plads, sølvmedaljemodtager(e) | 4    | Grant Holloway          | USA            | 0,136          | 13,09 |             |
| 3                                | 5    | Ronald Levy             | Jamaica        | 0,146          | 13,10 |             |
| 4                                | 6    | Devon Allen             | USA            | 0,133          | 13,14 |             |
| 5                                | 8    | Pascal Martinot-Lagarde | Frankrig       | 0,120          | 13,16 | SB          |
| 6                                | 2    | Asier Martínez          | Spanien        | 0,155          | 13,22 | PB          |
| 7                                | 3    | Andrew Pozzi            | Storbritannien | 0,140          | 13,30 |             |
| 8                                | 9    | Aurel Manga             | Frankrig       | 0,151          | 13,38 |             |
|                                  |      |                         |                | Vind: -0,5 m/s |       |             |